# Хелмно
Хе́лмно (пол. Chełmno), Кульм (нем. Culm) — город в Польше, входит в Куявско-Поморское воеводство, Хелмненский повят. Имеет статус городской гмины. Занимает площадь 14 (1356 ha) км². Население — 20 428 человек (на 2006 год).

## История
В 1232 году крестоносцы Тевтонского ордена основали город Кульм
Название города означает «город на холме».
С 1772 по 1920 год (с перерывом в 1807—1815 годах) и в 1940—1945 годах носил немецкое название Кульм (Culm).
С городом связано появление и развитие Кульмского права.

## Достопримечательности

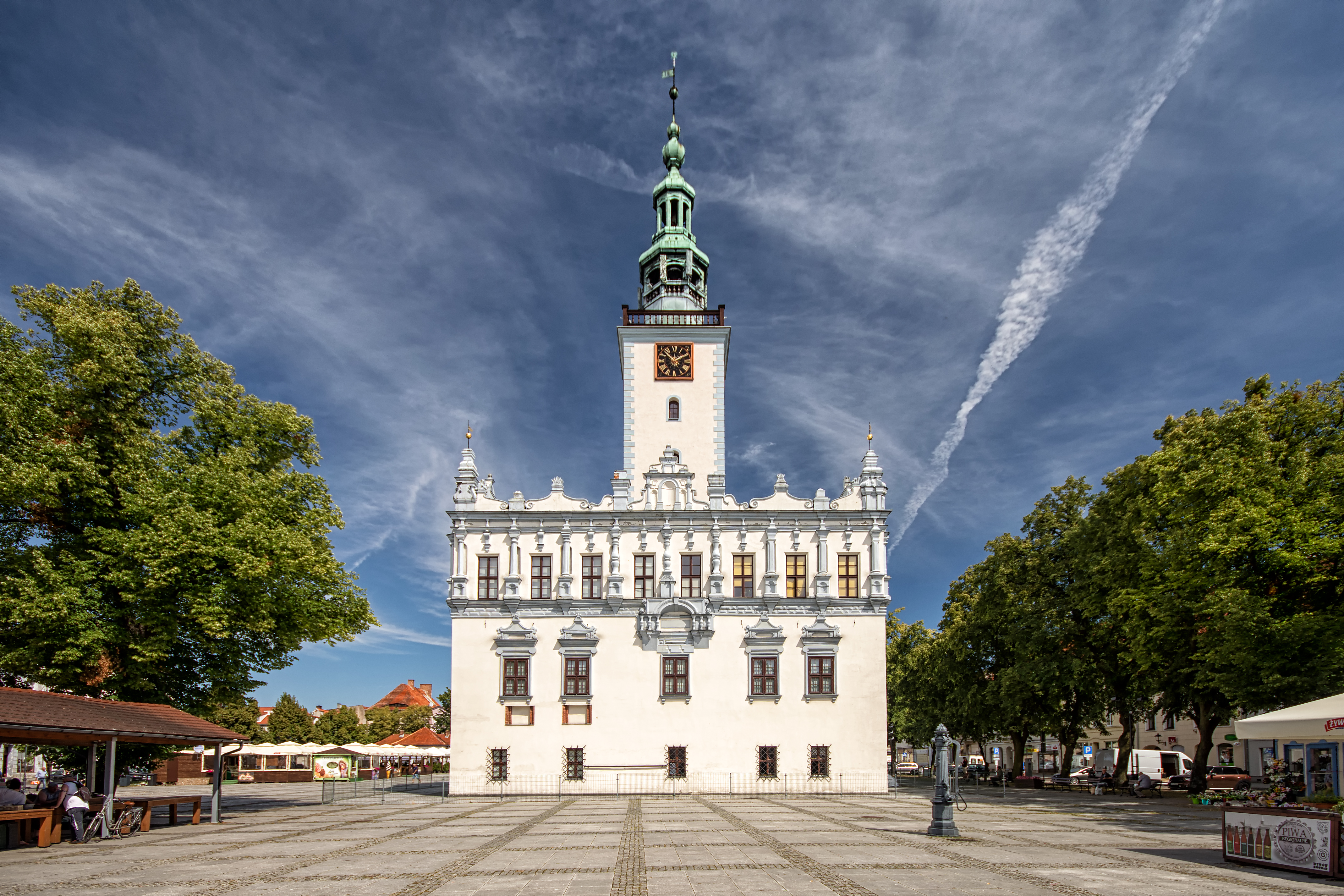
Ратуша

Хорошо сохранились средневековые городские стены длиной 2270 метров (XIII—XIV века, реконструированы в XVI веке). Сохранились 17 крепостных башен, некоторые представляют собой руины. Наиболее известны Грудзёндские ворота (XIII век), самые старые Мерсебургские ворота, открытые для туристов Девичья башня (на аллее 3-го мая) и Пороховая башня (конец XIII века). На Рыночной площади расположена одна из красивейших польских ренессансных ратуш, сооружённая в 1567—1572 годах на месте старой готической башни XIII века.
В городе расположен женский цистерцианско-бенедиктинский монастырь, готическая часовня святого Мартина, костёл Святого Духа XIII века, францисканский костёл святых Иакова и Николая, перестроенный в XIX веке в неоготическом стиле, неороманский гарнизонный костёл Ченстоховской Божьей матери XIX века, доминиканский костёл святых Петра и Павла, кафедральный Успенский собор XIII века, самый древний в Поморье, ставший образцом при строительстве Кёнигсбергского кафедрального собора и кладбище советских солдат, на котором покоятся 1284 погибших солдат и офицеров.
Такое же название Хе́лмно (нем. Kulmhof, Кульмхоф) — носит первый нацистский концентрационный лагерь смерти, предназначенный для уничтожения евреев и цыган, созданный в оккупированной Польше. Располагался недалеко от города Домбе, рейхсгау Вартеланд, в 70 км к западу от города Лодзь. Кульмхоф стал первым местом вне оккупированных территорий СССР, где началось массовое уничтожение евреев.